# Distrikt Moro
Der Distrikt Moro ist einer von 9 Distrikten der Provinz Santa und liegt in der Region Ancash in West-Peru. Der Distrikt hat eine Fläche von 359,35 km². Beim Zensus 2017 lebten 8034 Einwohner im Distrikt Moro. Im Jahr 1993 lag die Einwohnerzahl bei 7762, im Jahr 2007 bei 7580. Verwaltungssitz ist die Kleinstadt Moro.
Der Distrikt Moro liegt an der Westflanke der Cordillera Negra im Südosten der Provinz Santa, etwa 45 km östlich der Großstadt Chimbote. Der Río Nepeña fließt entlang der westlichen Distriktgrenze. Dessen Nebenflüsse Río Larea und Río Loco durchfließen den Distrikt Moro in westlicher Richtung. Der tiefste Punkt im Distrikt liegt auf etwa 400 m Höhe. Der 3590 m hohe Cerro Champaircapunta im Südosten des Distrikts bildet die höchste Erhebung.
Der Distrikt Moro grenzt im Westen an den Distrikt Nepeña, im Norden an den Distrikt Caceres del Perú, im Osten an den Distrikt Pamparomás (Provinz Huaylas), im Südosten an den Distrikt Quillo (Provinz Yungay) sowie im Süden an die Distrikte Buenavista Alta und Casma (beide in der Provinz Casma).